# Peeter Allik
Peeter Allik (ur. 28 czerwca 1966 r. w Põltsamaa, zm. 31 grudnia 2019 r. w Tartu) – estoński artysta, surrealista, przedstawiciel prądu w sztuce znanego jako neo-pop.
W latach 1983–1988 studiował w tartuskiej Szkole Sztuk Pięknych (est.Tartu Kunstikool), a w latach 1991-1992 w Estońskiej Akademii Sztuk Pięknych w Tallinnie oraz na Wydziale Malarstwa Uniwersytetu w Tartu, gdzie ukończył naukę w 1993 r. W latach 2005–2014 był wykładowcą w Tartuskiej Szkole Sztuk Pięknych.
W 1997 został pierwszym laureatem Nagrody Ado Vabbe.
W 2002 r. wygrał Grand Prix podczas VIII Biennale krajów bałtyckich w Królewcu.

## Galeria

Obrazy Peetera Allika (wybór)
Plik:Ma_nägin_seda._Riigisaladus_-_kottida_rahvast.tifWidziałem to.
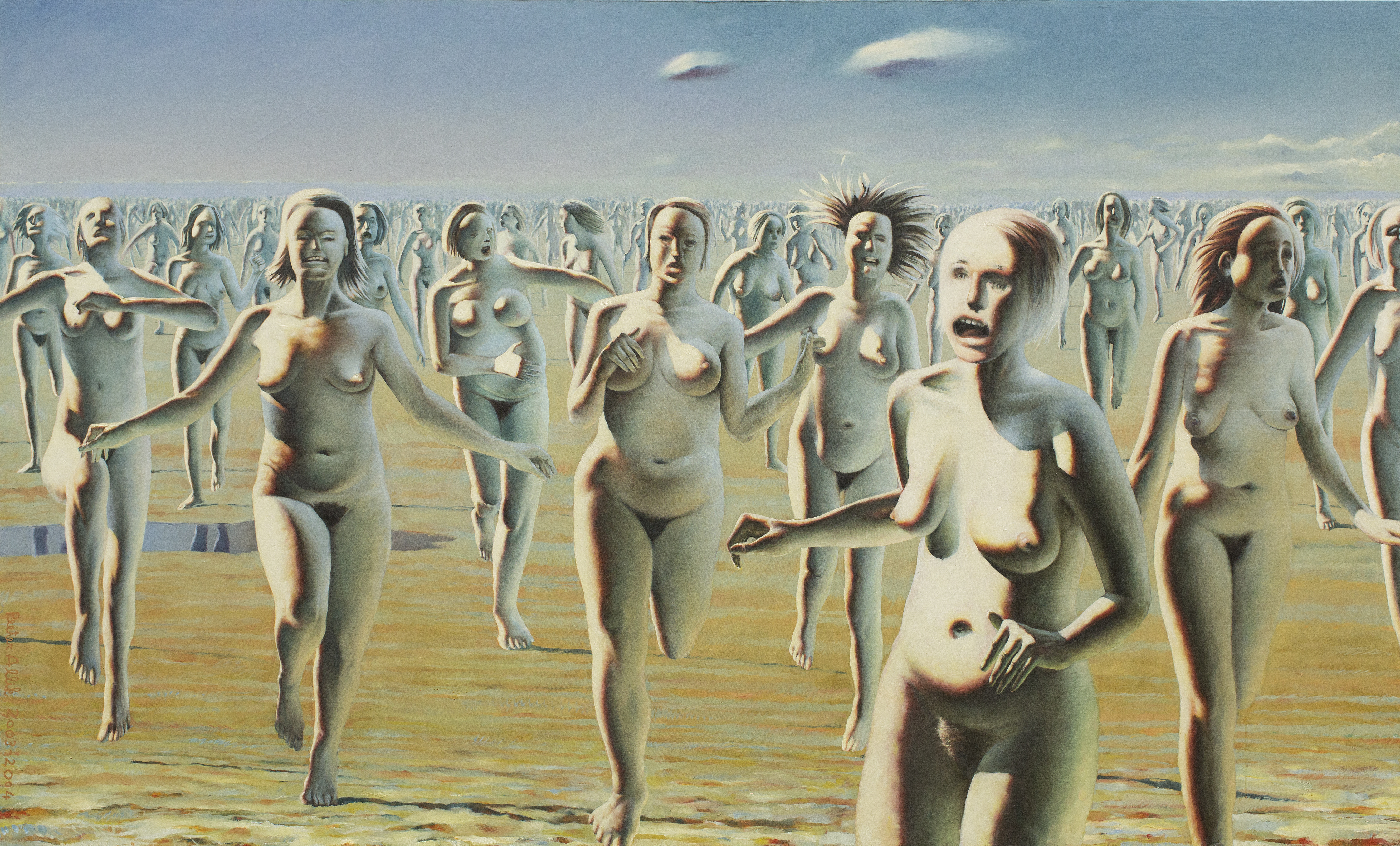
Plik:Naised_jooksevad.jpgBiegnące kobiety
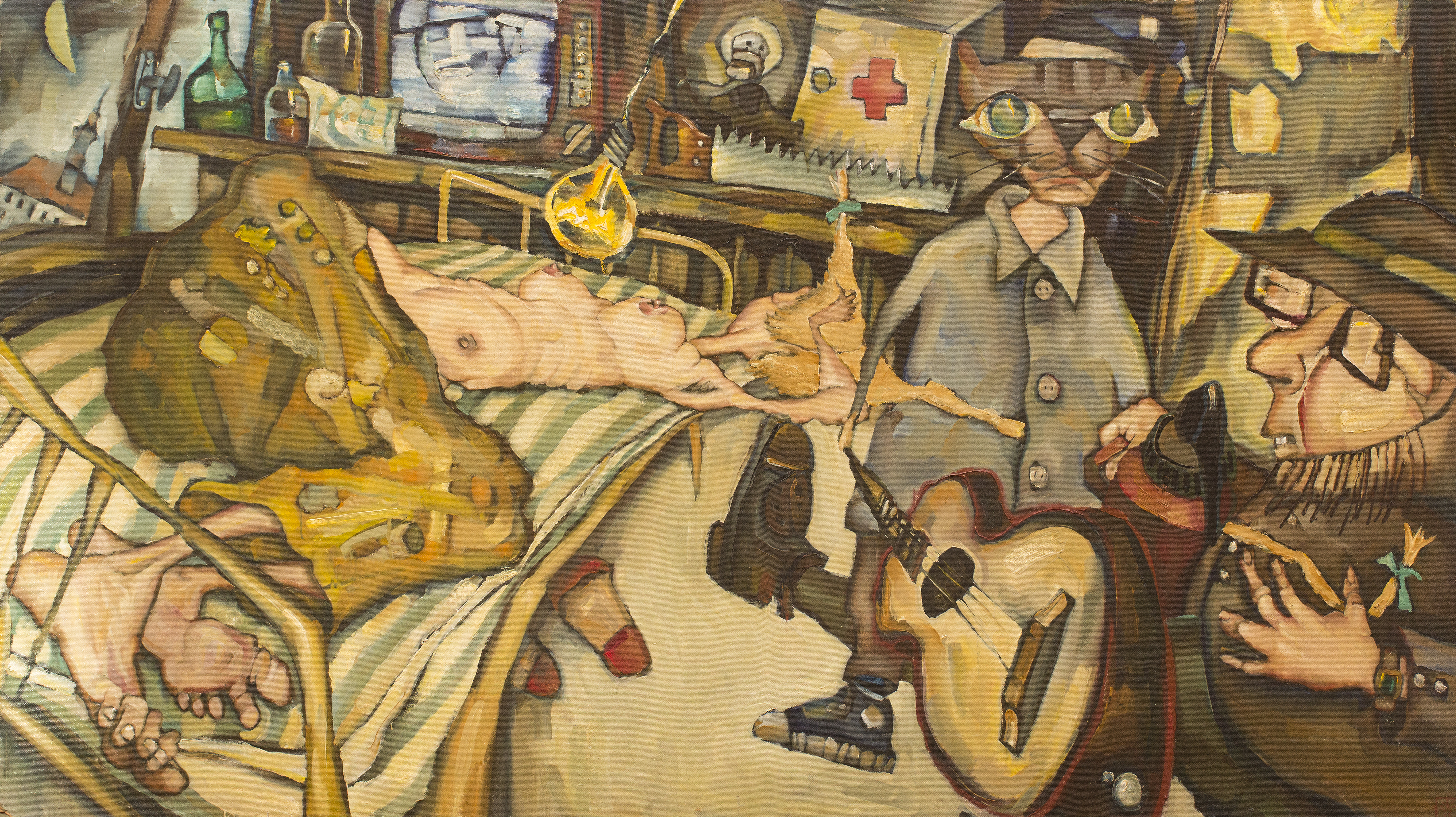
Plik:Mardipäev.jpgDzień św. Marcina
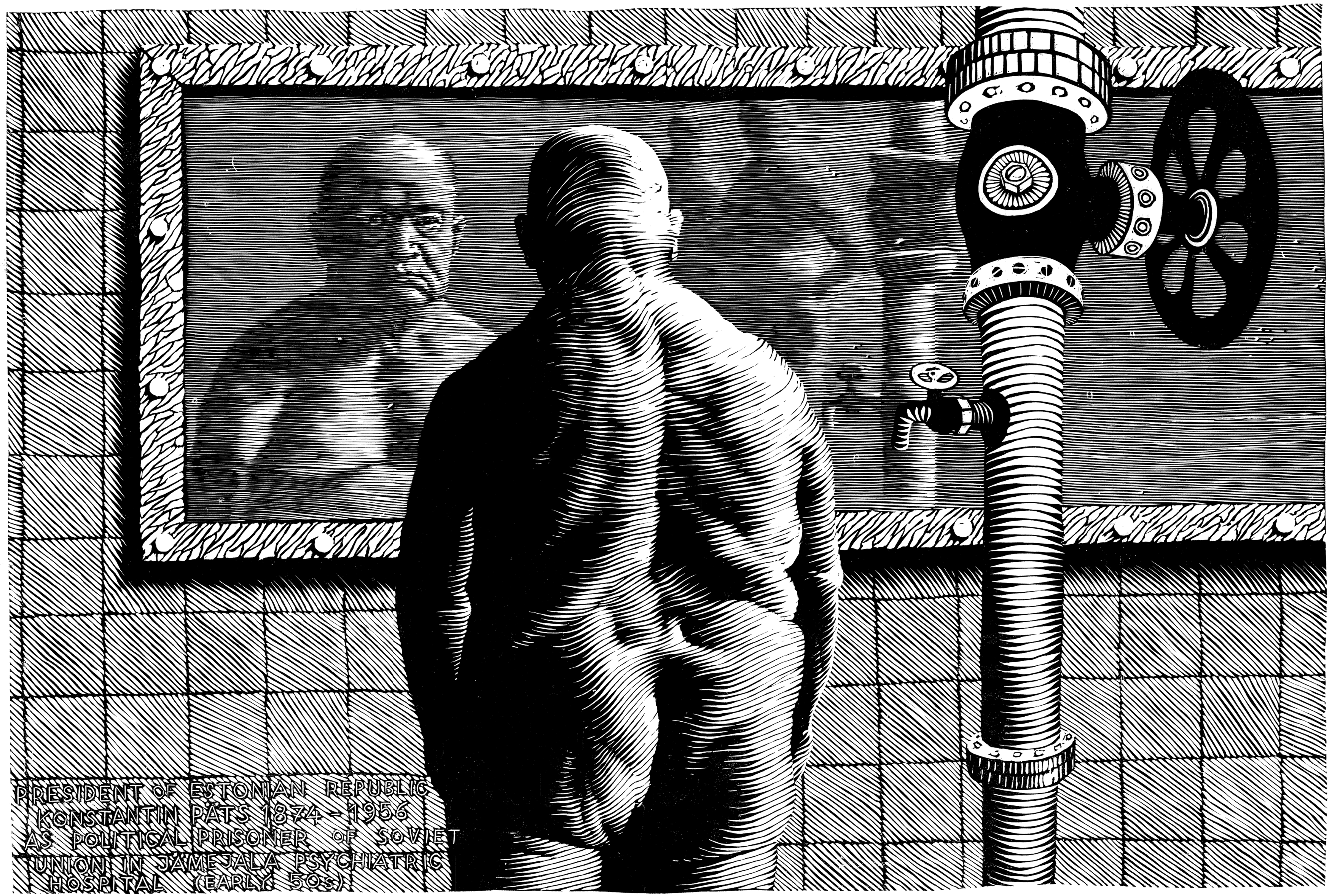
Plik:Sündinud_Nõukogude_Liidus.tifUrodził się w Zwiążku Radzieckim, 2002